# أيرين ولتش غريسوم
أيرين ولتش غريسوم (بالإنجليزية: Irene Welch Grissom) (3 ديسمبر 1873 - 14 يوليو 1965)؛ كاتِبة وشاعرة أمريكية.